# Okręg wyborczy Liverpool Walton
Okręg wyborczy Liverpool Walton powstał w 1885 r. i wysyła do brytyjskiej Izby Gmin jednego deputowanego. Okręg obejmuje dzielnicę Walton w Liverpoolu.

## Deputowani do brytyjskiej Izby Gmin z okręgu Liverpool Walton
- 1885–1888: John George Gibson, Partia Konserwatywna
- 1888–1892: Miles Mattinson, Partia Konserwatywna
- 1892–1906: James Henry Stock, Partia Konserwatywna
- 1906–1918: Frederick Smith, Partia Konserwatywna
- 1918–1929: Harry Chilcott, Partia Konserwatywna
- 1929–1945: Reginald Purbrick, Partia Konserwatywna
- 1945–1950: James Haworth, Partia Pracy
- 1950–1964: Kenneth Thompson, Partia Konserwatywna
- 1964–1991: Eric Heffer, Partia Pracy
- 1991–2010: Peter Kilfoyle, Partia Pracy
- 2010– : Steve Rotheram, Partia Pracy